# Источни Онтарио
Источни Онтарио (енгл. Eastern Ontario, фр. Sud de l'Ontario),(попис становништва 1.763.186 од 2016) је секундарни регион јужног Онтарија у канадској провинцији Онтарио који лежи у клинастој области између реке Отаве и реке Светог Лоренса. Дели водне границе са Квебеком на северу и државом Њујорк на истоку и југу, као и малу копнену границу са регионом Водре-Суланж у Квебеку на истоку.
Источни Онтарио обухвата градове Отава, Броквил, Корнвол, Кингстон и Пембрук, градове Гананокве, Прескот и Смитс Фолс, и округе Прескот и Расел, Стормонт, Дандас и Гленгари, Ланарк, Ренфру, Лидс и Гренвил, Фронтенац и Ленокс и Аддингтон.
Неки извори такође могу укључити округе Хејстингс, принца Едвард и повремено Нортамберленд у дефиницији источног Онтарија, али други их класификују као централни Онтарио.
Регион се такође може назвати југоисточним Онтариоом да би се разликовао Северни Онтарио од од секундарног региона североисточног Онтарија.

## Историја
Француски истраживачи и трговци крзном били су први забележени Европљани који су прошли кроз овај регион. Самјуел де Шамплен, истраживач, прешао је реку Отава 1615. године на свом путу према западу до Великих језера. Највећи град у региону је град Отава, главни град Канаде, који чини око 60% становништва источног Онтарија. Кингстон, и сам некада главни град провинције Канаде, је још један град у региону изван региона националног главног града.
Велики део остатка региона ослања се на пољопривреду и туризам. Веће ослањање на рекреацију и туризам постоји у округу Рејнфру на северозападном делу источног Онтарија.
Од свих региона Онтарија, делови источног Онтарија су под највећим утицајем лојалиста Уједињеног краљевства, америчких досељеника који су се преселили у Горњу Канаду из лојалности Британској круни током и после америчког рата за независност. Лојалистички утицај је присутан у окрузима Ленокс и Адингтон, Лидс и Гренвил, Фронтенак, Ланарк, Хејстингс и Принц Едвард.
У Отави, Прескоту и Раселу, Стормонту, Дундасу и Гленгарију и Ренфруу, источни Онтарио је дом највеће француско онтаријске заједнице у Онтарију.
Екстензивна имиграција шкотских горштака са одобрењем да се населе у Хајленду такође се десила истовремено са миграцијом лојалиста Уједињеног царства. Након периода лојализма, више таласа емиграције из Хајленда долазило је првенствено из Инвернесшира у Шкотској у потрази за бољим квалитетом живота. Већина ових шкотских имиграната настанила се у специфичној планинској заједници округа Гленгари. Велики број ирских католика, углавном из Корка и околних округа, такође се настанио у овој области у деценијама након рата 1812, већина њих у или близу данашње Отаве. Многи су стигли преко владиних програма за имиграцију како би населили незаузета земљишта и попунили недостатак радне снаге. Заједно са Франко-Онтаријанцима, они су чинили већину градитеља канала на великом пројекту канала Ридо и били су увелико запослени у екстензивној дрвној индустрији овог подручја.
Током прошлог века, нове групе имиграната, како франкофони тако и нефранкофони, допринели су културној разноликости, углавном у Отави. У источном Онтарију постоји велики број франкофона, посебно у округима Прескот и Расел јунајтед.

## Географија
Источни део овог региона, који је лоциран источно и југоисточно од Отаве, укључујући градове Корнвол, Ембрун и Хоксбери је вечином равница, прошарана шумама и мочварама, али је првенствено пољопривредно земљиште. Одређени делови реона су склони низинским поплавама, а на рекама пролећним застојима леда.
„Лорентијан Хајлендс”, који чини мали део екстензивног Канадског штита, пресеца западни део региона од долине реке Горње Отаве на југоисток до реке Сент Лоренс око Гананокве. Овде се седиментне стене могу наћи преклопљене преко штита. Ово је такође део где се налази највећа концентрација језера. У округу Ренфру, овај виши терен назива се „Мадаваска висораван” по великој реци која дели ова брда. Неки планински врхови су преко 400 м изнад реке Отаве. Живописна област реке Сент Лоренса која се граничи са државом Њујорк је позната као регион Хиљаду острва што се одражава по бројним малим острвима. Највећи део Лорентијанске планине налази се северно од реке Отаве у суседном Квебеку и покрива знатно веће подручје унутар те провинције.
Дуж крајње западне ивице источног Онтарија је наставак „Лорентијан Хајленда”, познатог као „брда Опеонго”, које имају неке од највиших брда у јужном Онтарију. Брда се протежу до севернх делова Централног Онтарија, до „провинцијског парка Алгонкин”.
Отава се налази на ушћу реке Ридо, која се улива у реку Отава. Низ неравних брзака и водопада налази се дуж ових река. Већина темељних стена у граду Отави и око њега је кречњачка подлога, која се такође налази у изобиљу јужније око Кингстона. Кречњак је коришћен током изградње канала Ридо, који повезује Кингстон и Отаву воденим путем, а такође је кречњак у великој мери коришћен као грађевински материјал за многе владине и друге зграде у оба града.
Реке Отава и Сен Лорен се спајају у Квебеку. Спој две реке је у малом делу Квебека, округ Водрил-Соланг, и налази се на граници Онтарија и Квебека. Округ је копном спојем са Онтаријом а реком са Квебеком.